# Lev búlgaro
O lev ou, na sua forma portuguesa, leve (lv; plural em português para as duas formas: leves), oficialmente lev ou leve búlgaro (búlgaro: лев, lev; plural: лева, leva ou левове, levove) é a moeda da Bulgária, e vem sendo usada desde 1881.
Desde 1997, o lev está num acordo de Comité monetário com inicialmente o Marco Alemão a uma taxa fixa de BGL 1000 a 1 DEM. Após a introdução do euro e a redenominação do lev em 1999, isto resultou numa taxa fixa para o euro de BGN 1,95583: EUR 1. Desde 2020, o lev tem sido parte do Mecanismo Europeu de Taxas de Câmbio (MTC II). Quando todas as condições estiverem reunidas, a Bulgária deverá aderir à zona euro assim que os critérios de estabilidade de preços forem cumpridos. Em novembro de 2023, os desenhos das moedas de euro búlgaras foram revelados e aprovados pelo Banco Nacional da Bulgária.